# Anwar Farrán
Anwar Said Farrán Veloso (Chillán, 19 de mayo de 1980) es un periodista y político, militante del Partido Liberal y ex delegado presidencial regional de Ñuble bajo el gobierno del presidente Gabriel Boric.

## Vida y trayectoria
Nació en el Hospital Clínico Herminda Martin de Chillán, hijo de Farid Farrán Cabezas, político radical de origen palestino, concejal de Cabrero por 6 períodos consecutivos (1992-2016), y María Veloso Burgos. Pasó su infancia en la ciudad de Monte Águila, en la Región del Biobío, aunque realizó sus estudios de educación media en el Liceo Narciso Tondreau de Chillán.
Estudió en la Universidad Católica de la Santísima Concepción, donde se tituló de periodista. Profesionalmente, se ha desempeñado en canales de televisión como TVN y Chilevisión y como docente en la Universidad Diego Portales.Está casado con la también periodista Patricia Venegas y es padre de dos hijos.

## Carrera política
Es militante del Partido Liberal y fue candidato a diputado por el Distrito 21, sin éxito. En diciembre de 2023, fue designado como delegado presidencial regional de Ñuble en reemplazo de Gabriel Pradenas.El lunes 1 de junio, luego de siete meses, renunció a su cargo,siendo reemplazado por Rodrigo García, siendo así el cuarto delegado presidencial de la región en menos de tres años, demostrando así la crisis de coordinación, supervigilancia y fiscalización de los servicios públicos de la región de Ñuble de parte de la autoridad central de Santiago, desde la implementación del cargo en 2021.

## Controversias

### Críticas a su designación como delegado presidencial regional de Ñuble
Su nombramiento como delegado presidencial regional de Ñuble a fines de diciembre de 2023 causó polémica, principalmente por ser una persona que no residía en Ñuble, sino que vivía en la región del Biobío, no cumpliendo con el requisito de residencia de dos años en la región antes de su nombramiento. Farrán se justificó en el hecho de que él nació y estudió en la ciudad de Chillán, por lo que conocía la ciudad desde hace ya años. 
El lunes 1 de junio, luego de siete meses, renunció a su cargo, acusando ‘presiones políticas’. Un mes antes de su renuncia, Farrán solicitó a la Contraloría General de la República un pronunciamiento sobre su autorización para ser girador de cuentas corrientes, pero la entidad fiscalizadora superior de Chile señaló que no constaba en sus registros algún decreto o resolución de nombramiento, toma de razón, o bien, en trámite, que vinculara al señor Farrán Veloso como funcionario de esta repartición pública, rechazándose así su solicitud, lo que sería prueba de que el cargo fue ejercido por Farrán sin que su nombramiento fuera formalmente validado por Contraloría, y por ende, haya sido ilegal.

### Acusaciones de infracción al principio de probidad administrativa y de uso indebido de recursos municipales en Cabrero
Farrán protagonizaría un nuevo escándalo de corrupción, y de presunta infracción a la probidad administrativa, esta vez como miembro del equipo de la Municipalidad de Cabrero, bajo la administración del alcalde independiente Yusef Sabag Araneda, edil que asumió en 2024, sucediendo al anterior alcalde Mario Gierke Quevedo (2012-2024), al que Anwar Farrán fue opositor político, siendo crítico a su administración, y apoyando la candidatura de Sabag. Farrán, en su calidad de periodista y licenciado en comunicación social, fue comisionado por el municipio cabrerino para asumir como coordinador de la oficina de comunicaciones, y del programa de informaciones municipal, Informa a Su Comunidad, de la Municipalidad de Cabrero, conforme a la regla de publicidad administrativa y transparencia municipal. Miembros del concejo municipal en ese momento, como Sebastián Güenante Arancibia, y Miguel San Martín Sánchez (ambos, PRep), en el Concejo Municipal del 17 de febrero de 2025, criticaron la alta remuneración percibida por el periodista, superior a los $CLP 2.000.000 (más de $USD 2.180, a la fecha), la cual se pagaba con recursos municipales, y sin ser miembro del personal de planta o a contrata del municipio, trabajando bajo un contrato de prestación de servicios a honorarios.
El concejal Sebastián Güenante criticó el alto sueldo que recibía Farrán en su cargo, lo cual no se justificaba por la labor que hacía, considerando que otros funcionarios, que, en comparación, realizaban una labor más trabajada y difícil que la de él, percibían un sueldo mucho más bajo, señalando además que el contraste de remuneraciones con sus compañeros de labores en comunicaciones generaba un malestar entre ellos, ya que el poco tiempo que Farrán dedicaría a estas actividades generaba un recargo en las actividades laborales de los demás funcionarios, quienes tenían que hacer trabajos que no les correspondían en primer lugar. A esto, señaló que existiría una suerte de “egocentrismo” por parte de Farrán, debido a que, según él afirmó, en las redes sociales de la Municipalidad de Cabrero se ve más la imagen de este funcionario que del mismo alcalde Sabag.
Por su parte, el concejal Miguel San Martín se sumó a las críticas, añadiendo que era necesaria la creación de una comisión investigativa y también un concejo extraordinario para ver el tema de las remuneraciones, recalcando el hecho de que los vecinos le habían hecho la inquietud de que la información de diversos eventos recreativos y de esparcimiento en la comuna de Cabrero eran entregados de forma vaga e incompleta a los ciudadanos, lo que sería muestra de que la persona a cargo del departamento de comunicaciones no estaría haciendo bien su trabajo, lo que además sería una contradicción a lo prometido por el alcalde Yusef Sabag en campaña, de la eliminación de la corrupción en la municipalidad, y el despido de trabajadores que no hicieran su trabajo de forma correcta, o que recibieran sueldos desmedidamente altos.

## Historial electoral

### Elecciones parlamentarias de 2021
- Elecciones parlamentarias de 2021, para Diputado por el distrito 21 (Alto Biobío, Antuco, Arauco, Cabrero, Cañete, Contulmo, Curanilahue, Laja, Lebu, Los Álamos, Los Ángeles, Lota, Mulchén, Nacimiento, Negrete, Quilaco, Quilleco, San Rosendo, Santa Bárbara, Tirúa, Tucapel y Yumbel).[23]

| Candidato                    | Pacto                   | Partido  | Votos  | %     | Resultado |
| ---------------------------- | ----------------------- | -------- | ------ | ----- | --------- |
| Cristóbal Urruticoechea Ríos | Frente Social Cristiano | PRCh     | 22 772 | 11.61 | Diputado  |
| Flor Weisse Novoa            | Chile Podemos Más       | UDI      | 21 759 | 11.09 | Diputada  |
| Joanna Pérez Olea            | Nuevo Pacto Social      | PDC      | 19 465 | 9.92  | Diputada  |
| Anwar Farrán Veloso          | Nuevo Pacto Social      | IND-PL   | 10 556 | 5.38  |           |
| Karen Medina Vásquez         | Partido de la Gente     | PDG      | 10 056 | 5.13  | Diputada  |
| Clara Sagardia Cabezas       | Apruebo Dignidad        | IND-CS   | 8996   | 4.59  | Diputada  |
| Rodrigo Daroch Yáñez         | Nuevo Pacto Social      | PPD      | 6494   | 3.31  |           |
| Álvaro Sánchez Rojas         | Apruebo Dignidad        | IND-PCCh | 6488   | 3.31  |           |
| Juan de Dios Parra Sepúlveda | Nuevo Pacto Social      | PS       | 6471   | 3.30  |           |
| Esteban Barahona Contreras   | Frente Social Cristiano | PCC      | 6073   | 3.10  |           |